# Orde van Saemaeul Verdienste
De Orde van Saemaeul Verdienste (Koreaans: 새마을훈장 , saema-eulhunjang) werd in 1962 ingesteld en dient als belangrijkste onderscheiding voor de door de regering van de Republiek Korea zo gewenste en van overheidswege sterk bevorderde verbetering van de infrastructuur van het tot in de jaren'50 van de 20e eeuw op vele gebieden achterlijke land. Men noemt dit programma "Saemaeul". In 1974 werden de kleinoden en sterren gewijzigd.
Er zijn vijf graden.
Deze orde is onderverdeeld in
- - De Jarib Medaille voor economische zelfstandigheid

Een grootkruis aan een grasgroen lint. De baton heeft twee brede rode biezen.
- - De Jajo Medaille voor zelfredzaamheid

Een commandeurskruis aan een grasgroen lint met vier rode strepen langs de zoom met ster.
- - De Hyeobdong Medaille voor samenwerking

Een commandeurskruis aan een grasgroen lint met drie rode strepen langs de zoom. 
- - De Geunmyeon Medaille voor vlijt

Een officierskruis aan een grasgroen lint met twee rode strepen langs de zoom.
- - De Noryeog Medaille voor initiatief

Een officierskruis aan een grasgroen lint met een rode streep langs de zoom.

Het kleinood is een zespuntig gouden kruis met zes rode strepen op de armen en een zeshoekig rood  medaillon waarop een gouden bel is afgebeeld.
De kleinoden zijn modern vormgegeven. Het zijn gouden driehoekige sterren.